# Amicus och Amelius
Amicus och Amelius är en medeltida saga med inslag ur flera folksagotyper.
Sagan handlar om två vänner som uppoffrar sig för varandra, bland annat i tvekamp och som också genom sin stora inbördes likhet kunde företräda varandra. Händelserna är oftast förlagda till Karl den stores tid. 

## Historik
Sagomotivet är tidigast känt i en latinsk dikt från omkring 1100. 
Sagan har varit känd och omtyckt hos de flesta västerländska folk i olika bearbetningar på vers och prosa och ansluten till olika diktcykler. Så påträffas den i en fornfransk chanson de geste från 1200-talet (utgiven av K. Hofmann 1852, 2:a upplagan 1882) och i dramatisk form i "Un miracle de nostre dame d'Amis et Amille" från 1300-talet.
I Norden påträffas den dels som isländsk saga (utgiven av E. Kölbing 1874 i "Germania"), dels som en fornsvensk version i den legendariska, från lågtyska översatta berättelsesamlingen "Siælinna thröst"  från omkring 1430, som ingår i Själens tröst (utgiven av G. E. Klemming i Samlingar utgivna af fornskriftsällskapet, 19, 1871–73).